# The Long Road Home: The Ultimate John Fogerty – Creedence Collection
The Long Road Home: The Ultimate John Fogerty – Creedence Collection ist ein Best-of-Album des US-amerikanischen Sängers und Songwriters John Fogerty.
Das Album ist die erste Zusammenarbeit von Fogerty mit seinem früheren Label Fantasy Records nach Auflösung von Creedence Clearwater Revival im Jahre 1972. In den folgenden dreißig Jahren kam es zwischen dem Songwriter und der Plattenfirma von Saul Zaentz immer wieder zu Streitigkeiten; so spielte John Fogerty unter anderem auf Grund ungeklärter Urheberrechte bis 1990 keine CCR-Lieder. Nachdem Fantasy Records 2004 von der Concord Music Group aufgekauft worden war, kam es zwischen den Parteien zu einer Annäherung.
So erschien am 1. November 2005 das Best-of-Album Long Road Home: The Ultimate John Fogerty – Creedence Collection. Es enthält 18 Songs von Creedence Clearwater Revival sowie sieben Solowerke von Fogerty.

## Trackliste
| #   | Titel                               | Länge |
| --- | ----------------------------------- | ----- |
| 1.  | "Born on the Bayou"                 | 5:13  |
| 2.  | "Bad Moon Rising"                   | 2:20  |
| 3.  | "Centerfield"                       | 3:53  |
| 4.  | "Who'll Stop the Rain"              | 2:27  |
| 5.  | "Rambunctious Boy"                  | 3:53  |
| 6.  | "Fortunate Son"                     | 2:19  |
| 7.  | "Lookin' out My Back Door"          | 2:32  |
| 8.  | "Up Around the Bend"                | 2:40  |
| 9.  | "Almost Saturday Night" (Live)      | 2:27  |
| 10. | "Down on the Corner"                | 2:45  |
| 11. | "Bootleg" (Live)                    | 3:00  |
| 12. | "Have You Ever Seen the Rain?"      | 2:38  |
| 13. | "Sweet Hitch-Hiker"                 | 2:56  |
| 14. | "Hey Tonight" (Live)                | 2:33  |
| 15. | "The Old Man Down the Road"         | 3:33  |
| 16. | "Rockin’ All over the World" (Live) | 2:58  |
| 17. | "Lodi"                              | 3:09  |
| 18. | "Keep On Chooglin'" (Live)          | 4:02  |
| 19. | "Green River"                       | 2:33  |
| 20. | "Déjà Vu (All Over Again)"          | 4:13  |
| 21. | "Run Through the Jungle"            | 3:05  |
| 22. | "Hot Rod Heart"                     | 3:29  |
| 23. | "Travelin' Band"                    | 2:08  |
| 24. | "Proud Mary"                        | 3:05  |
| 25. | "Fortunate Son" (Live)              | 2:58  |